# Nadata
Genre
Nadata est un genre de lépidoptères (papillons) de la famille des Notodontidae. Il comporte deux espèces : 
- Nadata gibbosa (Smith, 1797)
- Nadata oregonensis Butler, 1881